# Buzz Demling
Arthur Michael „Buzz” Demling (ur. 21 września 1948 w Saint Louis) – amerykański piłkarz, grający na pozycji obrońcy, reprezentant kraju, olimpijczyk z Monachium 1972.

## Kariera piłkarska
Buzz Demling przygodę z piłką nożną rozpoczął w St. Louis University High School. Potem zaczął grać w drużynie uniwersyteckiej Michigan State University. W 1970 roku zmieniono nazwę drużyny na All American.
W 1973 roku rozpoczął profesjonalną karierę zostając zawodnikiem klubu ligi NASL – St. Louis Stars, którego w barwach rozegrał w lidze 18 meczów oraz strzelił 1 gola. W 1974 roku został zawodnikiem San Jose Earthquakes, w którym występował do 1978 roku i rozegrał w nim 97 meczów i strzelił 1 bramkę w lidze NASL. Potem rozpoczął występy w lidze MISL, gdzie reprezentował kluby: Cincinnati Kids (1978–1979), Detroit Lightning (1979–1980) i San Francisco Fog, gdzie w 1981 roku zakończył piłkarską karierę. Łącznie w lidze NASL rozegrał 115 meczów i strzelił 2 bramki, a w lidze MISL rozegrał 81 meczów i strzelił 12 goli.

## Kariera reprezentacyjna
Buzz Demling w 1972 roku został powołany do olimpijskiej reprezentacji Stanów Zjednoczonych na Letnie Igrzyska Olimpijskie 1972 w Monachium. Na turnieju olimpijskim wystąpił w trzecim, przegranym 0:7 meczu z reprezentacją RFN rozegranym dnia 31 sierpnia 1972 roku na Stadionie Olimpijskim w Monachium i w efekcie reprezentacja zakończyła udział w igrzyskach w fazie grupowej.
W latach 1973–1975 Buzz Demling wystąpił w czterech meczach w seniorskiej reprezentacji Stanów Zjednoczonych. Debiut zaliczył dnia 12 sierpnia 1973 roku na Willow Memorial Park Stadium w New Britain w wygranym 1:0 meczu towarzyskim z reprezentacją Polski, a ostatni mecz rozegrał dnia 26 marca 1975 roku na Stadionie Miejskim w Poznaniu, gdzie reprezentacja Stanów Zjednoczonych przegrała towarzysko z reprezentacją Polski 0:7.